# هیچ عشقی مجاز نیست
«هیچ عشقی مجاز نیست» (انگلیسی: No Love Allowed) ترانه‌ای از خواننده اهل باربادوس ریانا برای هفتمین آلبوم استودیویی او، ناعذرخواهانه (۲۰۱۲) است.